# چوی جین شیل
چوی جین شیل (کره‌ای: 최진실؛ ۲۴ دسامبر ۱۹۶۸ – ۲ اکتبر ۲۰۰۸) بازیگر اهل کره جنوبی بود. او یکی از بهترین بازیگران کره جنوبی بود و لقب «بازیگر زن ملت» را داشت. او به عنوان نقش اصلی در ۱۸ فیلم و ۲۰ مجموعه تلویزیونی بازی کرد، در ۱۴۰ تبلیغ بازرگانی حضور پیدا کرد و برندهٔ جایزهٔ بهترین بازیگر نقش اول زن در سی و سومین جوایز ناقوس بزرگ شد. او در ۲ اکتبر ۲۰۰۸ در خانه‌اش در سئول خودکشی کرد.